# Antilibanon
Antilibanon eller Anti-Libanon (arabisk: جبال لبنان الشرقية 'Libanons østlige bjerge ' ; Libanesisk arabisk : جبال الشرقية , Jbel esh-Shar'iyyeh, "Østlige bjerge") er en sydvest-nordøst-gående bjergkæde, der danner det meste af grænsen mellem Syrien og Libanon. Grænsen går stort set langs toppen af området. Det meste af bjergkæden ligger i Syrien.

## Etymologi
Dets vestlige navn Antilibanon kommer fra det græske og latinske Antilibanus , afledt af sin position modsat (anti-) og parallelt med Libanonbjerget (Libanus).

## Geologi
Antilibanon-bjergkæden er cirka 150 km lang. Mod syd støder området op til det lavereliggende plateau Golanhøjden, men omfatter de højeste toppe, nemlig Mount Hermon (Jabal el-Shaykh, på arabisk), på 2.814 meter over havet, og Ta'la't Musa, på 2.669 meter. Disse toppe, på den libanesisk-syriske grænse, er snedækkede det meste af året.
Antilibanon-bjergene er antikline, dvs. toppen af foldebjerge. Deres dominerende klipper er kalksten og kridt fra juraperioden.

## Geografi
Mod nord strækker de sig til næsten breddegraden af den syriske by Homs. Bjergene ender i syd med Hermon-bjerget, der grænser op til Golanhøjderne; Golanhøjderne er en anderledes geologisk og geomorfologisk enhed, men geopolitisk betragtes de ofte sammen med de sydlige skråninger af Hermon-bjerget, der begge er en del af den israelsk-besatte Golan-region. Vest for Antilibanon ligger dale, der adskiller det fra Libanonbjerget i det centrale Libanon: Beqaa-dalen i nord og Hasbani-floddalen i syd. Mod øst, i Syrien, ligger det østlige plateau, hvor byen Damaskus ligger.
Bjergene giver en regnskygge til regionen mod øst, såsom Beqaa-dalen og endda den syriske ørken, som falder på læsiden af bjergene.
En vigtig smuglerrute mellem Libanon og Syrien går gennem Antilibanon-bjergene.

## Økologi
Området er kendt for sine abrikos- og kirsebærtræer samt sine stenbrud. I bjergene trives amygdalus- og pistaciebuske. På den vestlige side mindre løvskove og isolerede tørre nåleskove med ciliciske graner (Abies cilicica), Libanon-cedertræer (Cedrus libani) og græsk enebær (Juniperus excelsa). Subalpine og alpine plantesamfund forekommer over 2.500 meter. Græsningen af får og geder har ført til en øget erosion af de resterende skove og til en væsentlig forringelse af jord og vegetation. Den fremherskende form for økonomi er ekstensiv nomadegræsning.
Der er forskellige endemiske plantearter fundet og opkaldt efter regionen (med et specifikt tilnavn, der betyder "af Anti-Libanon"). Disse omfatter Euphorbia antilibanotica, Teucrium antilibanoticum, Valerianella antilibanotica, og Iris antilibanotica.